# Изуродованная победа
Изуродованная победа (итал. vittoria mutilata) — термин, появившийся в среде сторонников итальянского ирредентизма и реваншизма после Первой мировой войны. Впервые прозвучавший в 1918 году у Габриэле Д'Аннунцио, он был подхвачен националистами, интервенционистами и ветеранами войны, осуждавшими невыполнение территориальных претензий Италии, причитавшихся ей по Лондонскому договору (1915) и условиям Падуанского перемирия с Австро-Венгрией (1918).
«Изуродованная победа» как политическое клише катализировала значительную часть итальянского общества, прежде всего ветеранов, закладывая культурные и идеологические основы фашизма.

## Исторический контекст

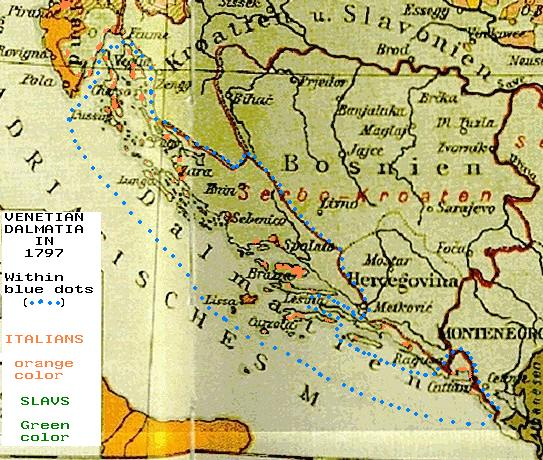
Австрийская лингвистическая карта 1896 года, на которой показаны языковые границы (отмеченные синими точками) венецианской Далмации в 1797 году

В 1915 году по Лондонскому договору державы Антанты обещали Италии территории Трентино, Тироля вплоть до перевала Бреннер (ныне Южный Тироль) и всю Венецию-Джулию до Юлийских Альп в случае победы: в границу входили города Кастав, Матульи и Волоско и острова залива Кварнер — Црес и Лошинь. Власть над северной Далмацией закреплялась до порта Шибеник, на прилегающих островах — до порта Влёра. Италия также была в праве потребовать пересмотр в свою пользу границ с французскими и британскими владениями в Африке.
В случае раздела Османской империи Италия получила бы угольное месторождение Антальи, протекторат над Албанией и нейтрализацию всех далматских портов, закреплённых за хорватами, сербами или черногорцами. Город Фиуме, однако, должен был остаться в качестве выхода к морю для будущего хорватского государства или Венгрии, если Хорватия осталась бы банатом мадьярского государства или дуалистической монархией.
В конце 1917 года, после Октябрьской революции и выхода России из войны, это секретное соглашение было раскрыто большевиками. Появление его подробностей вызвало недовольство в Италии, в частности, из-за судьбы Фиуме, населённого в основном этническими итальянцами. Между тем Соединенные Штаты, вступившие в войну летом того же года, заявили, что они не связаны условиями соглашения, которое они не подписывали, потому оно фактически будет денонсировано летом следующего года. Президент Вудро Вильсон, своей знаменитой речью о Четырнадцати пунктах, среди которых были конец тайной дипломатии и право народов на самоопределение, окончательно подорвал многовековую европейскую силовую политику, в традициях которой и были составлены соглашения.
Полный распад империи Габсбургов в конце конфликта и образование Королевства сербов, хорватов и словенцев с потерей Фиуме ещё острее поставили вопросы безопасности и гегемонии Италии к востоку от Адриатики, которые и побудили страна вступить в войну.
Кроме того, другие секретные договоры, заключённые англичанами и французами со славянскими народами, предусматривали для последних всю Далмацию, поспешно занятую ими в конце войны, что привело даже к кровавым столкновениям с войсками Королевской итальянской армии и флота, ранее уже взявшими эти территории под контроль.

## Парижская мирная конференция

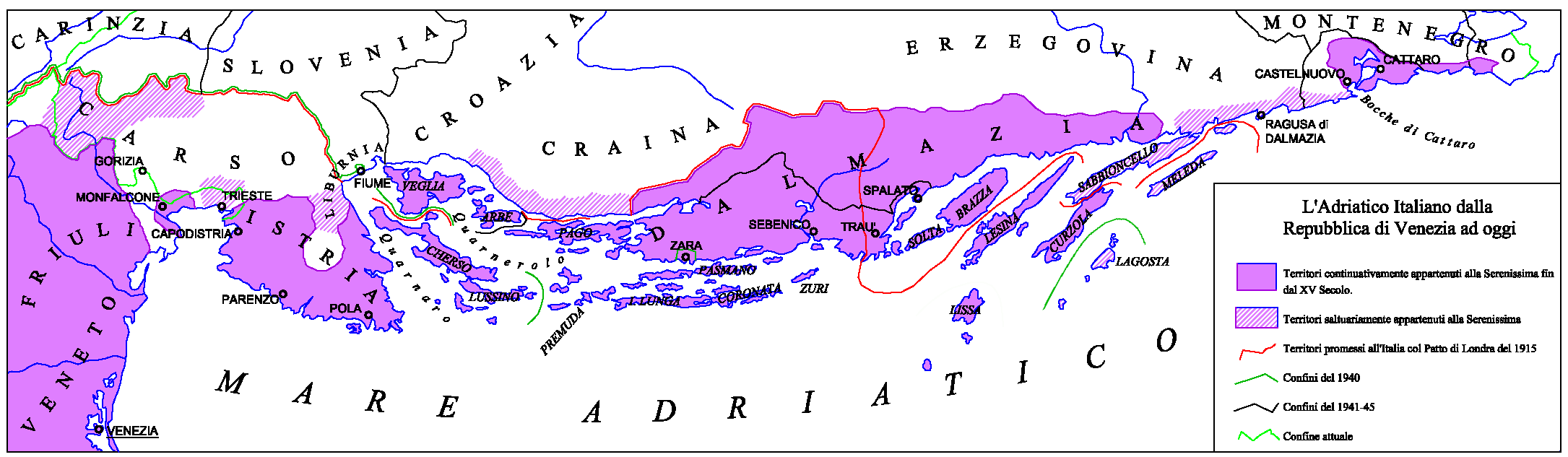
Карта Далмации и Венеции-Джулии с границами, установленными Лондонским договором (красная линия) и фактически полученными Италией территориями (зелёная линия). Бывшие владения Венецианской республики обозначены фиолетовым цветом

В изменившихся международных условиях итальянские представители на Версальской мирной конференции Витторио Эмануэле Орландо и Сидней Соннино так и не смогли добиться полного соблюдения Лондонского договора. Они столкнулись с равнодушием, если не враждебностью, бывших союзников по Антанте, озабоченных лишь общественным мнением собственного населения. США навязывали вильсоновское видение мира. Согласно ему, только оставив такую кровопролитную и разрушительную войну без явных победителей, можно было бы предотвратить подобные вооружённые конфликты в будущем.

Административное деление Истрии и Кварнера с 1924 по 1947 год с отмеченными провинциями Триест (зелёный), Гориция (синий), Пола (жёлтый) и Фиуме (красный)

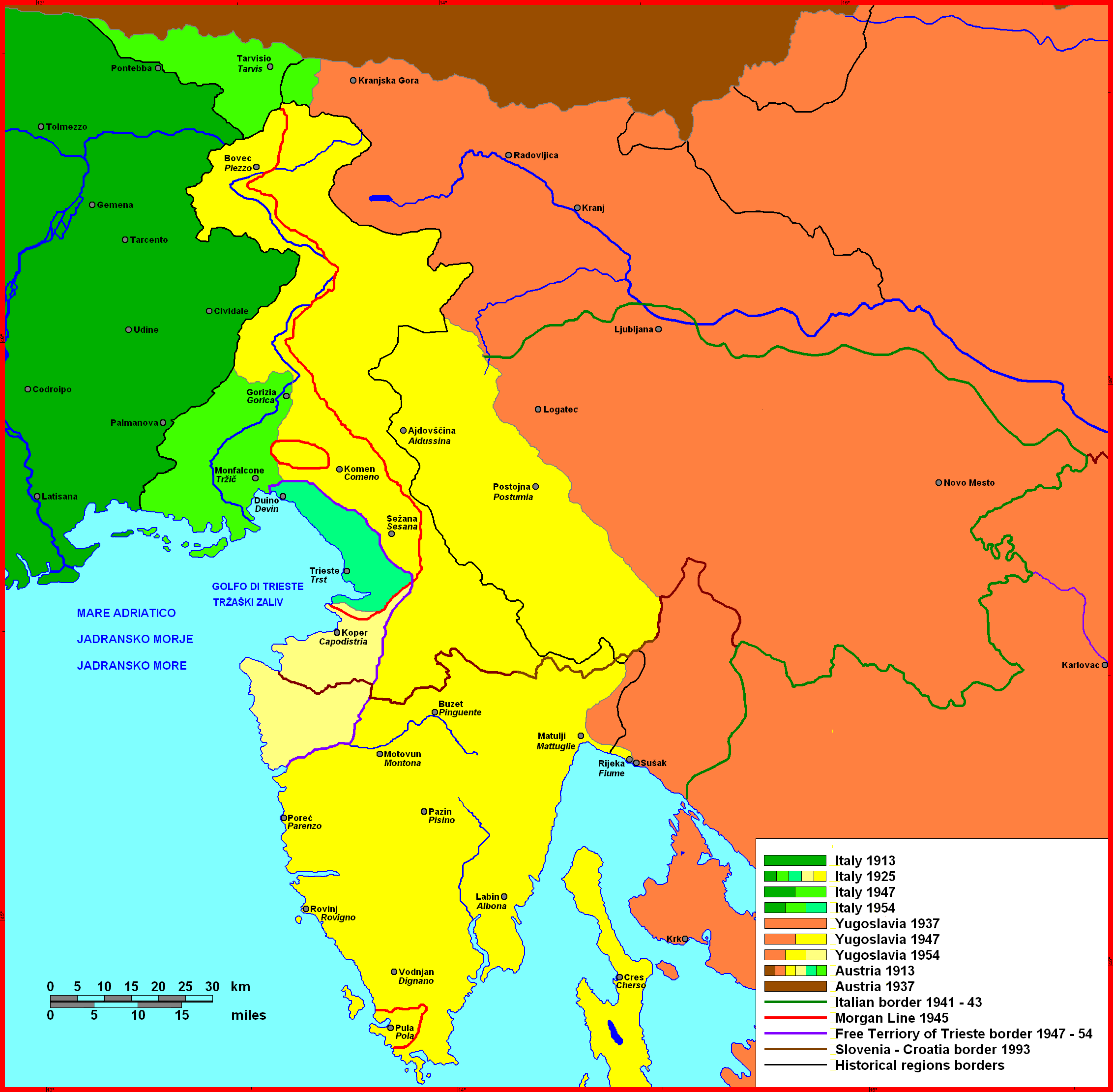
Изменения восточной границы Италии с 1920 по 1975 год:
Австрийское побережье, позже переименованное в Венецию-Джулию, которое было передано Италии в 1920 году по Рапалльскому договору (с ретушью его границы в 1924 году после Римского договора) и которое затем было передано Югославии в 1947 году по Парижскому договору.
Районы, присоединенные к Италии в 1920 году и оставшиеся итальянскими даже после 1947 года
Территории, присоединённые к Италии в 1920 году, перешли к Свободной территории Триест в 1947 году по Парижским договорам и окончательно переданы Италии в 1975 году по Озимскому договору.
Территории, присоединённые к Италии в 1920 году, перешли к Свободной территории Триест в 1947 году по Парижским договорам и окончательно переданы Югославии в 1975 году по Озимскому договору.

К тому же высшее командование итальянской армии относились к идее присоединения Далмации с сомнением, из-за сложностей в обороне этой территории в случае войны. Поэтому ряд генералов, в том числе начальник штаба Армандо Диас, настояли на отзыве территориальных претензий Италии на них.
В обществе эти известия вызвали сильный протест. Революционное движение мобилизовалось, и 23 марта 1919 года на площади Сан-Сеполькро в Милане получила свое политическое крещение фашистская партия (Сансеполькрисмо).
Увидев, что их усилия напрасны, итальянские представители покинули Версаль, чтобы посовещаться с парламентом (19 апреля 1919 года). Это только упростило раздачу «мандатов» на бывшие немецкие колонии и нетурецкие территории Османской империи между британцами, французами и другими союзниками. Только после возвращения делегатов в момент раздачи мандатов (7 мая 1919) за Италией были признаны колониальные приращения, предусмотренные Лондонским договором.
Международные дебаты имели серьёзные последствия для итальянского общественного мнения. Ирредентисты и националисты начали обвинять правительство в неспособности обеспечить «справедливые границы» страны. По мнению сторонников жёсткой линии, любой «отказ» от установления обещанных границы является предательством 600 000 человек, погибших на войне.
Более того, судьба Фиуме и Зара, население которых было преимущественно итальянским, также сильно волновала итальянское общество.
10 сентября 1919 года Франческо Саверио Нитти, сменивший Орландо на посту премьер-министра, подписал Сен-Жерменский договор, определивший итало-австрийскую границу (следовательно, границу Бреннера), но не восточную. Союзные державы позволили Италии и недавно созданному Королевству сербов, хорватов и словенцев совместно определить свои границы. Немедленно, 12 сентября 1919 года, нерегулярный добровольческий отряд итальянских националистов и бывших военнослужащих во главе с Габриэле Д'Аннунцио оккупировали город Фиуме, требуя его присоединения к Италии. Нитти, несмотря на подтверждение доверия правительства, 16 ноября предпочёл уйти в отставку, обеспокоенный волнениями в среде рабочих и крестьян.

## Недовольство итальянской общественности
Недовольство итальянцев было вызвано отказом страны от некоторых территорий, обещанных в Лондонском соглашении (в частности, северной Далмации) на основании принципа «права народов на самоопределение», упомянутого в «Четырнадцати пунктах» Вильсона, хотя тот же город Фиуме, с итальянским населением свыше 25 000 человек, Италии передан не был.
К этому добавлялась туманная ситуация с итальянскими претензиями в Анатолии (в сравнении с огромными франко-британскими территориальными приобретениями на Ближнем Востоке), вопрос о колониальных компенсациях в Африке, который будет окончательно решён лишь спустя много лет, и захвате адриатического юга в ущерб Италии, с самовольным присоединением Черногории к новому Королевству сербов, хорватов и словенцев и отказа от протектората на Албанией. Тема «изуродованной победы» стала затем одной из главных в фашистской пропаганде, использовавшей её для обвинения послевоенных правительств и других партий в ослаблении страны и распространения среди рабочих мнения о их неуважении достоинства Италии.

Карта провинции Далмация с отмеченными провинциями Зара (зелёным цветом), провинцией Сплато (оранжевым цветом) и провинцией Каттаро (алым цветом).

Последующие соглашения между Италией и Королевством СХС в Рапалло (12 ноября 1920 года) лишь частично исправили ситуацию. Новые итальянские представители (Джованни Джолитти, Карло Сфорца и Иваноэ Бономи) добились фиксации сухопутной границы на альпийском водоразделе от Тарвизио до залива Кварнер, включая плато Снежник; присоединение города Задар и островов Црес, Лошинь, Лагоста и Палагружа; определение Фиуме в независимого свободного государства, соединенного с Италией прибрежной полосой. Кроме того, отказ Италии от Фиуме и этнически славянских далматских территорий не поставил под угрозу контроль Италии над Адриатическим морем, гарантированный владением Полой и Зарой, вышеупомянутыми островами и островом Сасено. В самом Фиуме предусматривалось создание итало-славяно-фиумского консорциума, для совместного управления портом, которому суждено было стать «свободной зоной».
Однако для националистически и фашистски настроенных граждан соглашение только усугубило проблему, ещё сильнее продемонстрировав слабость правительство перед лицом общественной критики. Габриэле Д’Аннунцио, убеждённый, что римское правительство никогда не нападёт на Фиуме, удерживал свои позиции до кануна Рождества 1920 года, когда первый пушечный выстрел с линкора «Андреа Дориа» уничтожил его резиденцию в городе. 31 декабря ему пришлось сдаться после того, как пятьдесят его людей погибли в столкновениях с итальянской армией неделей ранее (Кровавое Рождество). Через несколько месяцев Италия также была вынуждена уйти с оккупированного турецкого побережья, в то время как в Африке ей было предоставлено лишь несколько незначительных территориальных корректировок на фоне значительных франко-британских приобретений в лице богатых немецких колоний, хоть и в виде мандата Лиги Наций.
Фашизм сделал эту политическую проблему одной из своих сильных сторон, часто напоминая о лишениях и жертвах, понесённых итальянским народом во время Первой мировой войны. Примером может послужить проведённая 18 декабря 1935 года по всей стране кампания «Золото Родине» по сбору металлов на военные нужды на фоне экономических санкций, введённых Лигой Наций в ответ на нападение Италии на Эфиопию. Королева Италии Елена, пожертвовавшая на церемонии в Витториано обручальные кольца королевской семьи, произнесла у Алтаря Отечества официальную речь :
[...] Я поднялась на святыню Витториано, дабы объединиться с гордыми матерями и жёнами нашей дорогой Италии и возложить обручальное кольцо на алтарь Неизвестного Героя, символу наших первых радостей и последних печалей. В чистом подношении преданности Отечеству склоняюсь до земли, связывая себя духом с нашими славными Павшими в Великой войне, и призываю вместе с ними, пред Богом, Победу
В речи содержалось одно из политических посланий фашизма: «победа была искуплена фашистской революцией и поэтому больше не была "изуродована"».